# لايلي بورين
لايلي بورين هو سياسي أمريكي، ولد في 11 مايو 1909 في وكساهاتشي في الولايات المتحدة، وتوفي في 2 يوليو 1992 في أوكلاهوما سيتي في الولايات المتحدة. نشط حزبياً في الحزب الديمقراطي. وقد انتخب عضو مجلس النواب الأمريكي ‏.